# 형용 모순
형용 모순(形容 矛盾, 영어: Oxymoron)은 상반된 어휘를 결합시키는 수사법이다.
영단어 oxymoron은 고대 그리스어에서 유래했다. oxy는 날카로운(sharp)·예리한(keen)을 의미하며 moron은 저능아(fool)을 의미한다. 결국 ‘똑똑한 바보’라는 뜻으로 단어 자체에 모순이 드러나 있다.

## 형용 모순의 예
- 눈을 감아라, 그러면 보일 것이다.(Close your eyes, and you will see.)
- 침묵의 소리(The Sound of Silence) - 사이먼 앤드 가펑클의 노래
- 달콤한 슬픔(sweet sorrow), 달콤한 이별(sweet division) - 셰익스피어가 로미오와 줄리엣에서 구사한 표현
- 죽고자 하면 살고, 살고자 하면 죽는다. - 이순신 장군의 명언
- 눈을 뜨면 사라지고, 눈을 감으면 내 앞에 - 015B
- 찬란한 슬픔 - 김영랑 시인의 <모란이 피기까지는> 중에서

## 같이 보기
- 역설